# عقاب دریایی
عقاب دریایی (به انگلیسی: Sea eagle) یا عقاب ماهی‌گیر (به انگلیسی: Fish eagle) (که erne یا ern نیز نامیده می‌شود، بیشتر به عقاب‌های دم‌سفید اشاره دارد)، هر یک از پرندگان شکاری در زیرخانواده Haliaeetinae از خانواده پرندگان شکاری بازان (Accipitridae) است. ده گونه موجود وجود دارد که در حال حاضر با این برچسب توصیف شده‌اند.
این زیرخانواده گستره قابل توجهی دارد، با یک مقاله علمی در سال ۲۰۰۵ که گزارش داد آنها «در زیستگاه‌های رودخانه‌ای و ساحلی در سراسر جهان یافت شدند». با این حال، مناطق مسکونی Haliaeetinae با توجه به زمینه پیامدهای انسان بر محیط زیست، تهدیدهای خاصی را تجربه کرده‌اند.
یک مطالعه مولکولی در سال ۲۰۰۵ نشان داد که این سرده پیراتباری است و Ichthyophaga را دربر می‌گیرد، گونه‌ای که به یک گروه معتدل و گرمسیری واگرا می‌شود.

یک عقاب دریایی در پرچم گردان شناسایی نیروی دریایی فنلاند

### عقاب‌های دریایی کنونی
| نگاره | جنس                        | گونه‌های زنده |
| ----- | -------------------------- | --- |
|       | Haliaeetus Savigny, 1809   | - عقاب سرسفید، Haliaeetus leucocephalus - بیشتر کانادا و آلاسکا، همه ایالات متحده و شمال مکزیک - عقاب دریایی پالاس، Haliaeetus leucoryphus – قزاقستان، روسیه، تاجیکستان، ترکمنستان، ازبکستان، مغولستان، چین، هند، نپال، بنگلادش، میانمار و بوتان - عقاب دم‌سفید، Haliaeetus albicilla - گرینلند و ایسلند در سراسر اوراسیا تا شرق هوکایدو، ژاپن - عقاب دریایی استلر، Haliaeetus pelagicus – روسیه، کره، ژاپن، چین و تایوان                                          |
|       | Icthyophaga (Lesson, 1843) | - عقاب دریایی شکم‌سفید، Icthyophaga leucogaster - هند و سریلانکا از طریق جنوب شرق آسیا تا استرالیا - عقاب دریایی سانفورد، Icthyophaga sanfordi – جزایر سلیمان - عقاب دریایی آفریقایی، صدای Icthyophaga - آفریقای جنوب صحرا - عقاب دریایی ماداگاسکاری، Icthyophaga vociferoides – ماداگاسکار - عقاب ماهی‌خوار کوچک، Icthyophaga humilis - کشمیر از طریق جنوب شرقی هند، نپال و برمه به سمت هندوچین - عقاب ماهی‌خوار سرخاکستری، Icthyophaga ichthyaetus - جنوب شرق آسیا |

رژیم غذایی آنها عمدتاً از ماهی، پرندگان آبزی و پستانداران کوچک تشکیل شده‌است. آشیانه‌ها معمولاً بسیار بزرگ هستند و روی درخت قرار می‌گیرند، اما گاهی روی یک صخره هستند. 
دم در گونه‌های بالغ Haliaeetus به جز سانفورد، شکم‌سفید و پالاس کاملاً سفید است. سه جفت‌گونه وجود دارد: عقاب‌های دم‌سفید و سرسفید، عقاب‌های دریایی سانفورد و شکم‌سفید، و عقاب‌های ماهی‌گیر آفریقایی و ماداگاسکار،  که هر کدام از این گونه‌ها از یک گونه سرسفید و یک سرتیره تشکیل شده‌است.
- کورکور سرسفید (برهمنی) که به آن «عقاب دریایی پشت‌سرخ» نیز می‌گویند.
- عقاب ماهی‌گیر که به آن «باز دریایی» نیز می‌گویند.